# Banpo
Banpo (en chino, 半坡, en pinyin, Banpo) es un sitio arqueológico descubierto en 1953 y situado en el valle del río Amarillo, al este de la ciudad de Xi’an, capital de la provincia de Shaanxi (en la República Popular China).

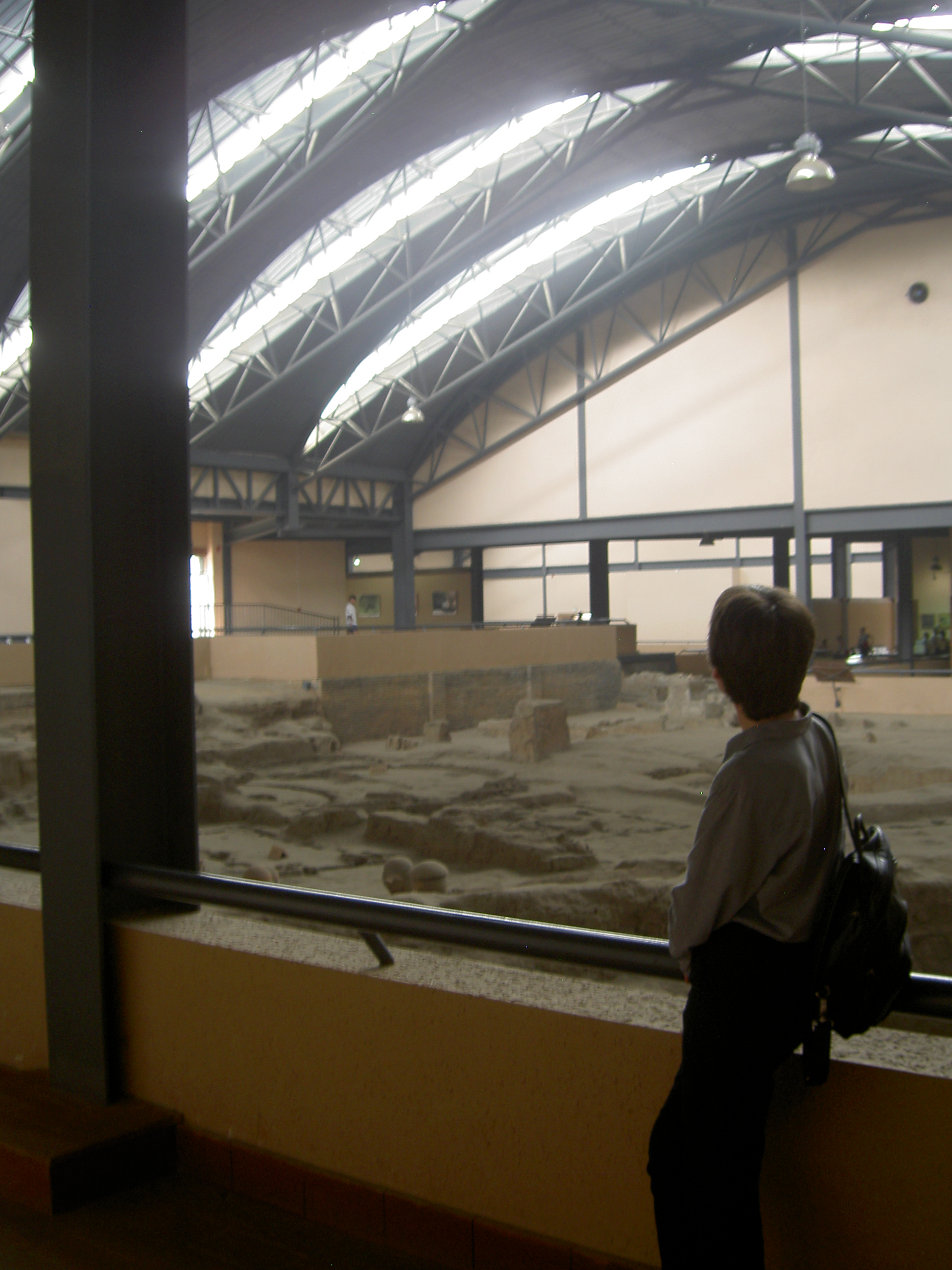
La aldea neolítica Banpo, en la provincia de Shaanxi. Fotografía de 2007.

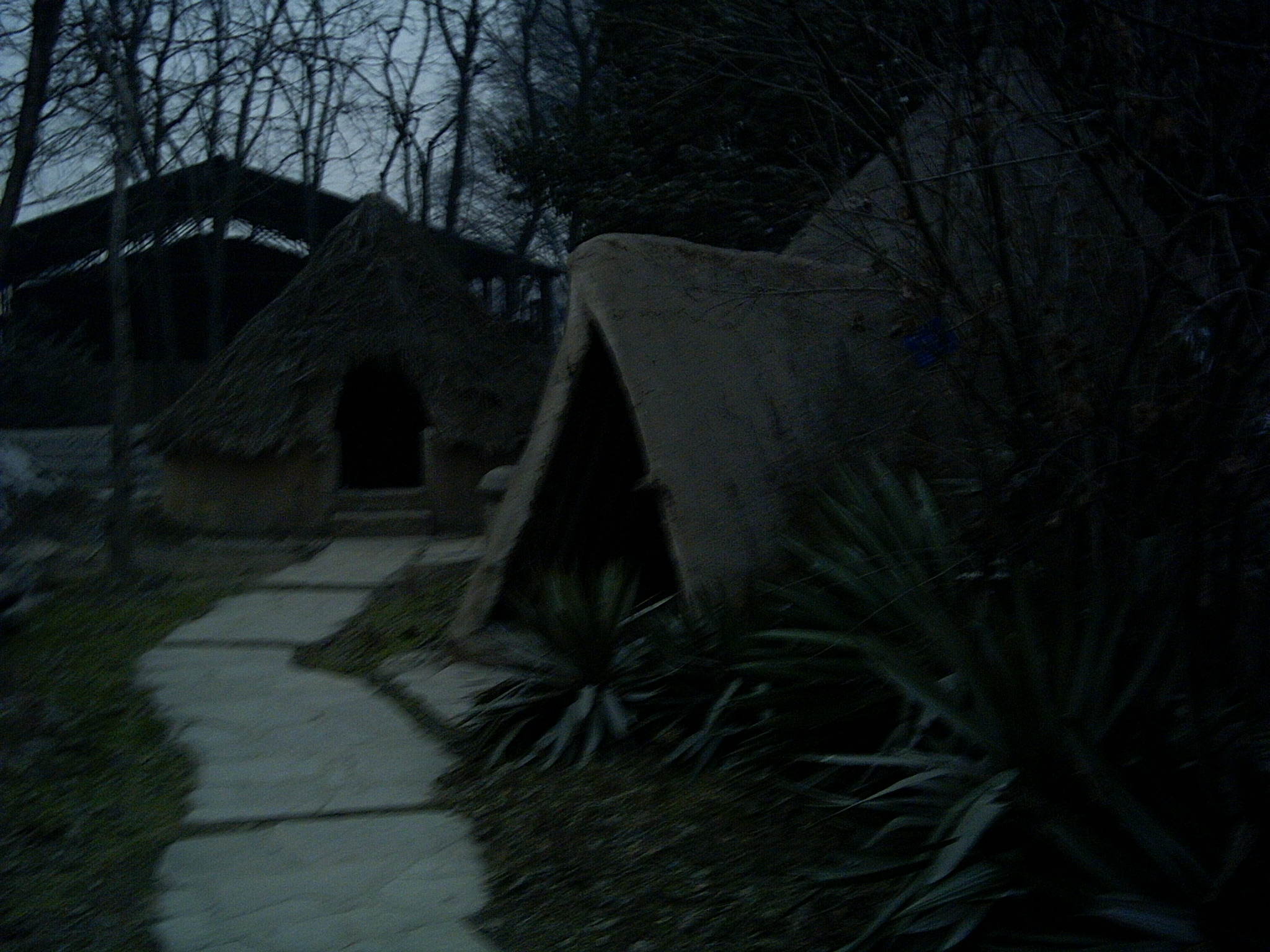
Reconstrucción de la aldea neolítica Banpo, fuera del hangar donde se encuentra el sitio arqueológico protegido. Fotografía de 2006.

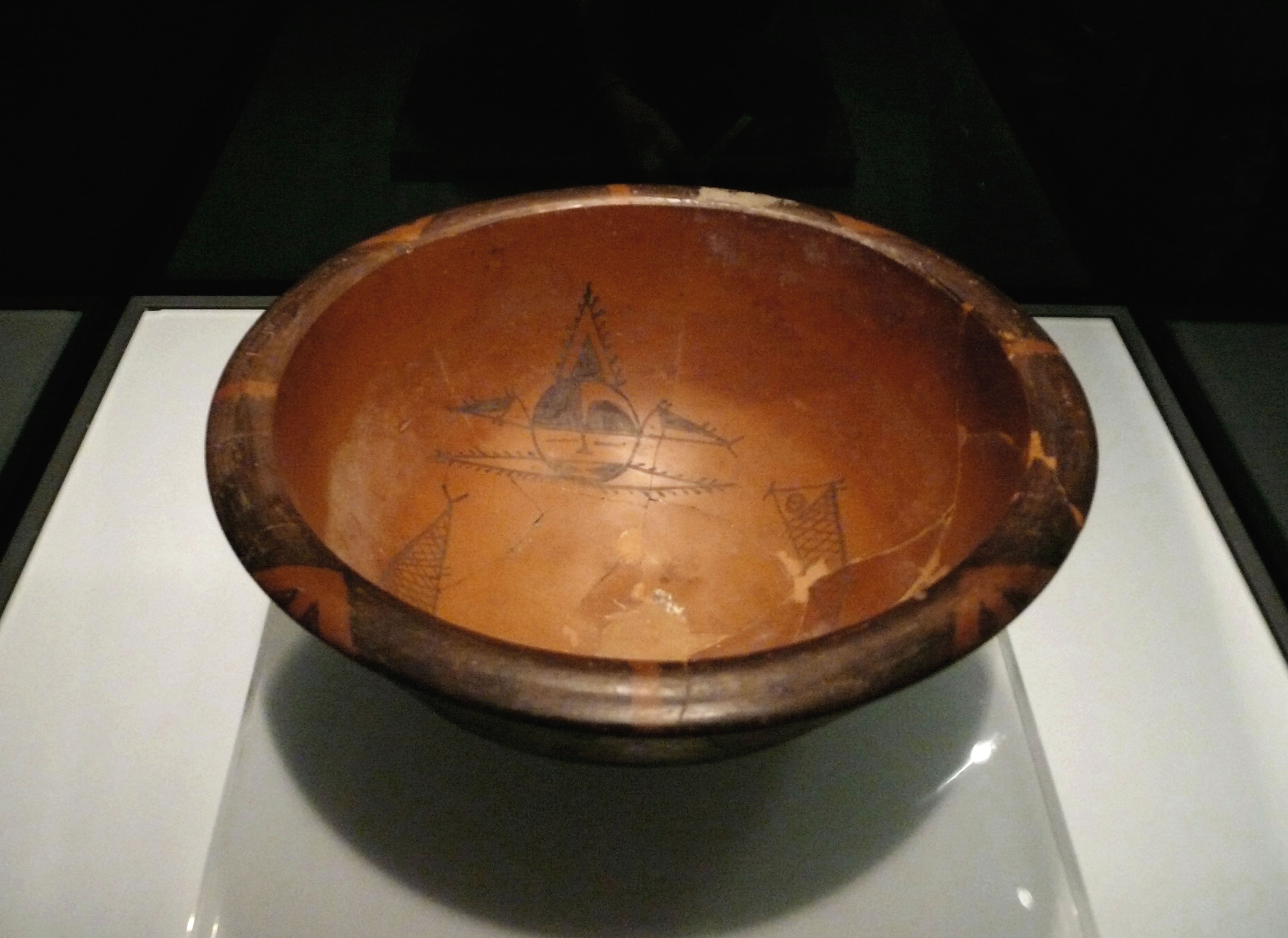
Bol de arcilla con peces con rostro humano; cultura yangshao. Sitio arqueológico Banpo, en la provincia de Shaanxi. Fotografía de 2008, Museo de la Capital (en Pekín).

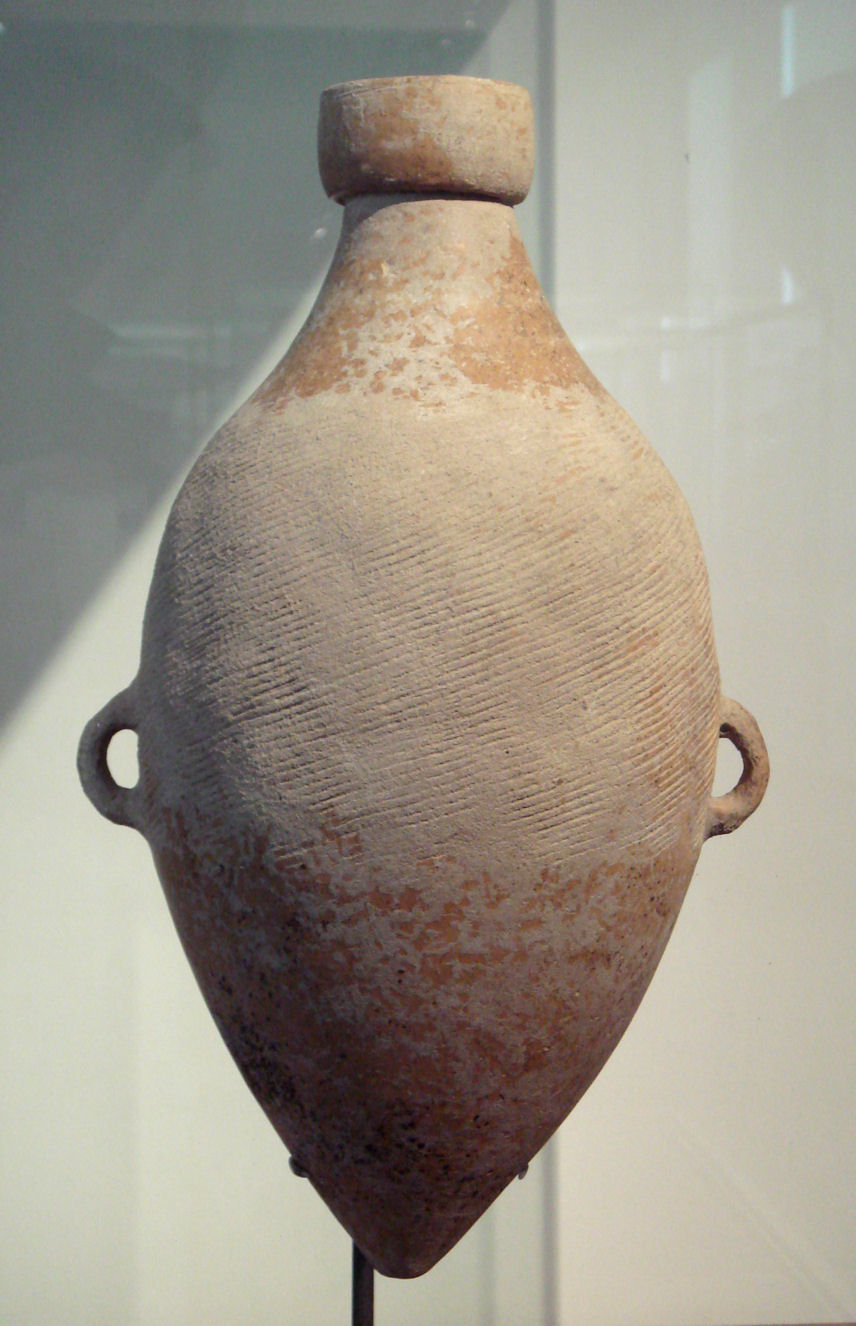
Ánfora de Yangshao marcada con cuerdas de cáñamo, fase Banpo, 4800 a. C., Shaanxi. Fotografía de 2008 en el Museo Guimet (París).

Contiene los restos de varios asentamientos neolíticos bien organizados que datan aproximadamente del 4500 a. C. Es un área grande de 5,6 hectáreas, rodeada por un foso, posiblemente defensivo, de cinco o seis metros de ancho. Las casas eran circulares, construidas de barro y madera con techos colgantes de paja, están basadas en cimientos enterrados. Parece haber áreas de entierro comunal.
Banpo es el sitio-tipo asociado con la cultura yangshao. Los sitios arqueológicos que poseen similitudes con la primera fase en Banpo se consideran parte de la fase Banpo (entre el 5000 y el 4000 a. C.) de la cultura yangshao. Banpo fue excavado entre 1954 y 1957 y abarca una superficie de aproximadamente 50 000 metros cuadrados.
De acuerdo con el paradigma marxista de la arqueología que prevalecía en la República Popular China durante el momento de la excavación del sitio, Banpo fue considerado como una sociedad matriarcal. Sin embargo, las nuevas investigaciones contradicen esta afirmación, y el paradigma marxista se está eliminando gradualmente de la investigación arqueológica moderna china.En la actualidad, a partir de la evidencia arqueológica poco se puede decir de la estructura religiosa o política de esta cultura.
En la actualidad en este sitio se encuentra el Museo Banpo Xi’an.